# Igreja Católica na Mauritânia
A Igreja Católica na Mauritânia é parte da Igreja Católica universal, em comunhão com a liderança espiritual do Papa, em Roma, e da Santa Sé. As estatísticas oficiais do governo afirmam que 100% da população segue a fé islâmica, que é a religião do Estado. A Mauritânia é completamente dominada pelo islã, e influências de versões mais austeras e intolerantes dessa religião são cada vez mais visíveis. Renunciar ao Islã implica pena de morte. Os poucos membros de outras religiões, incluindo os católicos, não podem viver sua fé em público. Os batismos só podem ser realizados em segredo e muitos convertidos do islamismo relutam em ser batizados, por medo da descoberta e de acusações de apostasia contra eles.

## História
Os berberes nômades habitam a região desde o século I. No mesmo período, a região foi dominada pelo Império Romano, e o cristianismo passou a ganhar adeptos rapidamente, por ser considerada uma "religião de protesto" contra o Roma, já que dessa forma a doutrina católica era uma objeção ao culto ao imperador. Muitos consideravam a adesão cristã como uma declaração direta contra o domínio romano. A chegada do islã na Mauritânia deu início a um processo de arabização e islamização que extinguiu a presença cristã da região.
A região passou a ser explorada pelos portugueses no século XV. Nesse período, os europeus invadiam a costa da região em que hoje fica a Mauritânia para conseguir escravos. À esta altura, diversos papas se manifestaram contra esta prática, não só na África, como também na América, como o Papa Eugênio IV, em 1435, pela encíclica Sicut dudum; Papa Paulo III, em 1537, com o breve apostólico Pastorale officium; e por fim o Papa Gregório XVI, em 1839, por meio da bula In supremo apostolatus. A maior parte do atual território mauritano tornou-se parte da Prefeitura Apostólica de Saint-Louis du Sénégal no Senegal, estabelecida em 1779. A partir de 1877, o atendimento aos católicos da região foi transferido do Senegal para o Vicariato Apostólico da Senegâmbia. Em 25 anos, a região tornou-se ocupada e fez parte da África Ocidental Francesa em 1904, e esse momento representou a possibilidade da entrada do catolicismo em larga escala na região novamente, porém os franceses ativeram-se em grande parte apenas nas regiões costeiras do território às rotas comerciais do Deserto do Saara.
Na década de 1950, a maioria dos católicos da região eram europeus, enquanto os mauritanos nativos permaneceram sendo seguidores do islamismo. Em 1955, a prefeitura que supervisionava a Mauritânia foi confiada aos Padres Espiritanos. Em 18 de dezembro de 1965, a Mauritânia tornou-se a jurisdição da recém-criada Diocese de Nouakchott, sujeita à Arquidiocese de Dacar, Senegal, sob a responsabilidade dos padres espiritanos. Após a independência, a vida para os poucos cristãos no país tornou-se muito difícil.
Em julho de 1991, o país realizou um referendo constitucional para restabelecer eleições multipartidárias e aprovar uma nova constituição, com base na Carta Constitucional de 9 de fevereiro de 1985. Sob essa constituição, a sharia, lei muçulmana, tornou-se a base da lei civil, e o islã foi proclamado a religião do estado. Ainda assim, os católicos continuaram livres para praticar sua fé, embora o proselitismo dos muçulmanos fosse desencorajado. Bíblias não eram impressas ou vendidas na Mauritânia, embora não houvesse lei contra a sua posse.

## Atualmente
No ano 2000, a Mauritânia tinha seis paróquias atendidas por três sacerdotes seculares e dez religiosos. Menos de 40 irmãs frequentavam as cinco escolas católicas de educação infantil e outras questões humanitárias entre a pequena população católica do país, quase todos trabalhadores estrangeiros. Embora o aumento do sentimento fundamentalista entre os muçulmanos tenha levado a acusações de discriminação no final dos anos 90, os líderes da Igreja permaneceram cautelosos ao assumir uma posição agressiva contra a fé majoritária do país. As condições econômicas e climáticas da região, especialmente a seca, levaram o Papa São João Paulo II a contribuir com fundos por meio de sua instituição de caridade privada, Cor Unum, e a solicitar anistia para dívidas. Em 1999, a pedido do Vaticano, a Grã-Bretanha anunciou planos de perdoar todos os valores da dívida externa mauritana.
Ainda na década de 2000, o país sofreu muito com secas, que fez com que mais da metade da população convivesse com escassez de alimentos. Invasões de nuvens de gafanhotos pioraram a situação e medidas tiveram de ser tomadas, com o auxílio da Igreja Católica, para evitar que os agricultores abandonassem o campo e migrassem para as cidades.
No final de novembro de 2017, foi adotada uma reforma legislativa, que enquadrou a blasfêmia e a apostasia como puníveis com a morte, ainda que o réu peça desculpa pelas suas ações. A nacionalidade mauritana é reservada apenas aos muçulmanos. A Igreja não tem permissão para operar escolas cristãs, apenas jardins de infância, nos quais muitos pais muçulmanos matriculam seus filhos. É rotineiro que migrantes cristãos enfrentem discriminação abertamente. Recentemente, cresceu no país os sentimentos anti-imigração, com registro de ataques racistas e xenófobos, que têm adquirido conotação anticristã também. O ambiente geral faz com que muitos convertidos sejam forçados a manter sua fé em segredo. É impossível para cristãos obterem visibilidade e participarem de questões nacionais abertamente.
Além dos europeus, a maioria dos cristãos residentes na Mauritânia é composta por trabalhadores imigrantes de países vizinhos — notadamente da Guiné-Bissau. O proselitismo é proibido, e os muçulmanos são proibidos de se converter para outras religiões. Os poucos muçulmanos convertidos à fé católica enfrentam pressão social extrema por parte da família, representantes tribais e líderes das mesquitas locais. Os cristãos estrangeiros têm um pouco mais de liberdade, mas ainda assim é extremamente dificultoso para eles viverem como cristãos na Mauritânia. O governo não abre a possibilidade das comunidades cristãs se registrarem oficialmente, e , por isso, normalmente são forçados a viver sua fé em segredo. Nessas circunstâncias, as oportunidades da minoria cristã se desenvolver e se expressar são muito limitadas, mas não infrutíferas. A Igreja Católica na Mauritânia dedica-se acima de tudo ao trabalho social e caritativo, já que este é um dos países mais pobres do mundo. As irmãs da congregação religiosa presente no território mauritano dão assistência às mulheres grávidas, doentes, migrantes, prisioneiros e deficientes. Elas trabalham nas escolas e em outros centros educacionais. Também ensinam as mulheres – que são proibidas de ir à escola – habilidades manuais como a costura e também a ler e escrever. Também cuidam de muitas crianças subnutridas. Dessas, 40 mil estão apenas na capital, Nouakchott. O bispo de Nouakchott, o alemão Dom Albert Happe, relata que há muçulmanos que não costumam cumprimentar de forma amigável um bispo católico e que outros "deliberadamente afastam o olhar, ou fazem comentários pouco amigáveis". Contudo, após dezessete anos vivendo no país, a sua experiência constata que a maioria das pessoas respeitam a fé cristã.

## Organização territorial

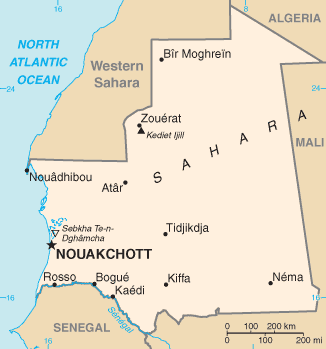
A Diocese de Nouakchott abrange todo o território mauritano.

O catolicismo está presente no país com uma diocese de rito romano, a Diocese de Nouakchott, cuja Catedral de São José fica localizada na capital, Nouakchott. Também há igrejas católicas nas cidades de Atar, Zouérate, Nouadhibou e Rosso. Há também a Eparquia da Anunciação de Ibadan, sediada na Nigéria e presente em diversos países africanos, incluindo a Mauritânia, e é voltada para os fiéis católicos que seguem o rito maronita. Embora a Igreja Católica tenha permissão para renovar ou reformar o interior das igrejas, é proibida a renovação do exterior e o governo também proíbe a construção de igrejas de outras denominações.

## Conferência episcopal
A conferência episcopal encarregada do território da Mauritânia é a Conferência dos Bispos do Senegal, da Mauritânia, de Cabo Verde e da Guiné-Bissau, que foi criada em 1970.

## Nunciatura Apostólica
A Delegação Apostólica da África Ocidental foi criada em 1959, e veio a se tornar a Delegação Apostólica da Mauritânia em 17 de outubro de 1973, e finalmente elevada a Nunciatura Apostólica da Mauritânia em 13 de maio de 2017. As relações diplomáticas entre a Mauritânia e a Santa Sé foram estabelecidas em 9 de dezembro de 2016. Um comunicado divulgado pelo Vaticano, dizia que as duas partes estão "desejosas de promover as suas relações amigáveis mútuas".